# Okrajno sodišče v Cerknici
Okrajno sodišče v Cerknici je okrajno sodišče Republike Slovenije s sedežem v Cerknici, ki spada pod Okrožno sodišče v Ljubljani Višjega sodišča v Ljubljani.